# Гериханов, Ихван Баудинович
Ихван Баудинович Гериханов (чечен. Гериханов Баудин Ихван; род. 17 апреля 1954 года, Караганда, Карагандинская область, Казахская ССР) — политический, государственный и общественный деятель Чеченской Республики, кандидат юридических наук, один из первых ученых юристов республики.

## Биография
Ихван Гериханов родился в городе Караганда, Карагандинская область, Казахская ССР, куда его семья была депортирована в 1944 году. По национальности чеченец, из рода — Турлов.
В 1969 году после окончания восьми летней школы, поступил в Грозненский нефтяной техникум в Грозном и после получения диплома работал в СевКавНИИнефть, в качестве сотрудника в отделе геолого-разведочной деятельности.
В 1973—1975 гг. служил в рядах Советской Армии, дислоцированной в ГДР (ГСВГ) и ушел в отставку в звании младшего лейтенанта.
В 1975 году поступил в Свердловский юридический институт, который окончил в 1979 году.
В 1979—1989 г.г., по распределению прибыл в Чечено — Ингушскую АССР для работы в системе Министерства юстиции республики и был адвокатом в юридической консультации № 1 г. Грозного, первым заместителем Председателя Президиума коллегии адвокатов ЧИ АССР.
В 1989 году был избран на заседании Верховного Совета ЧИ АССР народным судьей Ленинского района города Грозного.

## Политическая деятельность
Член КПСС с 1976 г. до 1991 г. Всегда отстаивал демократические принципы управления и соблюдения прав человека и гражданина.
С первых дней поддержал чеченское национально-освободительное движение и участвовал в сентябре 1991 года в создании законодательных актов в составе Временного Высшего Совета Чечено-Ингушетии, который был сформирован из сторонников ОКЧН и Верховного Совета Чечено-Ингушетии. Участвовал в организации Первого чеченского национального съезда, делегат ОКЧН.
Депутат Парламента ЧР (с 1991—1993 г. г.), Председатель парламентского Комитета по вопросам свободы совести и вероисповеданиям, а также член депутатской комиссии по расследованию фактов разбазаривания государственного имущества. Считается одним из ярых сторонников правового становления и развития независимого чеченского государства. Являлся сопредседателем фракции Бакъо (Право) в Парламенте Чеченской Республики, который объединял 17 депутатов из состава общего количества депутатов (41 человек). Один из разработчиков проекта Конституции Чеченской Республики, который был принят Парламентом в 1992 г. в 12 марта.
В марте 1993 г. был избран Председателем Конституционного Суда Чеченской Республики, первого высшего судебного органа самопровозглашённой независимой республики.
Баллотировался в депутаты Государственной Думы РФ в 2016 г. от Политической партии "Российская экологическая партия «Зеленые».

## Государственная деятельность
С начала деятельности в качестве Председателя Конституционного Суда ЧР активно включился в правовую экспертизу принимаемых Парламентом и Президентом Республики законодательных актов. Многие акты, принимаемые законодательным и исполнительным органами республики, благодаря работе высшего судебного органа были приведены в соответствие с требованиями Конституции ЧР.
В процессе противостояния Парламента и Президента Республики, по поводу роспуска Городского Собрания г. Грозного, во главе с известным сторонником независимости Бесланом Гантемировым, с применением оружия и расстрелом здания, в результате которых были невинные жертвы, Председатель Конституционного Суда ЧР неоднократно участвовал в примирении сторон, и также публиковал обращение к двум ветвям власти о недопустимости их конфликта.
В процессе вооруженного столкновения в начале мая месяце 1993 г. между сторонниками независимости и оппозицией, во главе с У. Автурхановым, которые захватили здание телевидение, Ихван Гериханов, как глава высшего судебного органа участвовал в примирении сторонников конфликта, результатом которого противоборствушие стороны разошлись, без углубление кризиса и человеческих жертв.
После получения депутатского запроса Парламента о проведение референдума по досрочным выборам Парламента и Президента Республики, который явился результатом противоборства двух ветвей власти, Конституционный Суд Чеченской Республики под председательством Ихвана Гериханова принял сторону требований Конституции ЧР и вынес решение о соответствии запроса депутатов требованиям Основного Закона Чеченской Республики.
18 июня 1993 г., Конституционный Суд ЧР по своей инициативе рассмотрел вопрос о соответствие действий должностных лице, в том числе и высших, по защите конституционного строя республики, нарушение основных принципов Конституции по защите прав и свобод граждан республике и вынес свое Заключение о несоответствие занимаемой должности большинство лиц, как правоохранительной деятельности, так и исполнительной власти, во главе с его руководителем.
Решение такое было принято сторонниками Дудаева как оскорбление, потребовали роспуска и Конституционного Суда ЧР. Данный указ Президента было вынесено, хотя и с нарушением требований Конституции ЧР задним числом, который был признан не соответствующим требованиям Основного Закона с момента издания, но уже при выполнении исполняющим обязанности Президента ЧРИ З. Яндарбиевым, в 1996 г. Однако, исходя из ситуации и в целях безопасности членов Конституционного Суда ЧР и из семей, Ихван Гериханов как его Председатель, принял решение о приостановлении деятельности суда по отправлению правосудия и продолжении миротворческой деятельности до стабилизации создавшей ситуации.
Ихван Гериханов выполнял свои обязанности Председателя Конституционного Суда и во время правления Асланом Масхадовым, вплоть до введения шариатского правления в республике. После известных событий по публичному расстрелу трех граждан республики на площади г. Грозного в 1998 г., по которому публично выступил о своем не согласии с такими методами борьбы с преступностью и грубом нарушении Конституции Республики по защите прав человека и гражданина, а также конфликта с новым Парламентом ЧРИ по утверждению новых членов суда, Ихван Гериханов публично ушел в отставку, чему способствовал и решение большинства членов Парламента, которые выразили свое недоверие Председателю Конституционного Суда, принявшим также антиконституционное решение.

## Общественная деятельность
Член делегации вместе с Д. Дудуевым в Организацию Непредставленных Народов (г. Гаага, Нидерланды).
Во время первой российско-чеченской войны (1994—1996 гг.), будучи Председателем Конституционного Суда ЧР, принимал активное участие в организации общественной и политической работы по прекращению боевых действий на территории республики. Был организатором и участником многих международных и российский общественных конференций и заседаний комитетов Государственной думы РФ по обсуждению проблем защиты прав человека и гражданина в военном конфликте.
Имел публикации в СМИ по данной тематике и активно пропагандировал об отсутствии силового метода урегулировании ситуации, а также наличие массовой гибели мирного населения.
Один из организаторов и участников Общественного международного трибунала по преступлениям против человечности и военным преступлениям на территории Чеченской Республики (1995—1996 г.г.), который проводил свою работу во главе с известным депутатом ГД и государственным деятелем Г. Старовойтовой.
Ихван Гериханов является специалистом в области международного права, автор научных статей по вопросам государственного строительства и конституционного права, и эксперт по проблемам защиты прав человека и гражданина. Является активным участником мирного урегулирования региональных конфликтов. Он был главным фигурантом как Председатель Конституционного Суда Чеченской Республики, по освобождению мирных жителей — заложников в Буденновской трагедии в 1995 год.
По просьбе Министра по делам национальностей РФ В. Михайловым выехал в г. Буденновск и напрямую вел переговоры с Басаевым об условиях освобождения заложников и напрямую согласовывал свои действия с премьером В. Черномырдиным, в результате которого были освобождены более 1200 мирных жителей, в основном женщин и детей.
В военное время, до и после гибели Дудаева в 1996 г., был миротворцем по урегулированию военного противостояния, как во время исполнения обязанностей главой временного правительства ЧР академиком РАН Саламбеком Хаджиевым, так и позднее.
С началом второй российско-чеченской войны, как общественный деятель, будучи руководителем международного благотворительного фонда «Единение» принимал активное участие в организации помощи вынужденным переселенцам и беженцам на территории России.

## Благотворительная и общественно-полезная деятельность
В 2001 г. на предложение А-Х. Кадырова о принятия участия в формируемых структурах республики, предложил и согласился быть Генеральным Представителем Чеченской Республики в странах Европы и Америки с полномочиями привлечения инвестиций и гуманитарной помощи через частные доверительные фонды и специализированные организации ООН.
Под руководством Ихвана Гериханова, с привлечением экспертов ООН был разработан международная инвестиционная программа по «Восстановлению экологии и социальной сферы Чеченской Республики и Северного Кавказа», который был внесен в реестр ООН в 2007 г. как социально значимый проект.
После вступления в должность Главы республики Р. Кадырова, данный проект не имел место применения и практически зарезервирован, хотя были неоднократные попытки донести актуальность данного проекта до Главы республики. Даже публичное обращение через СМИ к Представителю Президента РФ в ЮФО не возымело реальное действие.
В 2009—2011 г.г. Ихван Гериханов, будучи федеральным третейским судьей, был пригашен в республику для формирования третейского судопроизводства и был Первым Председателем третейского суда Чеченской Республики, как самостоятельного юридического лица с государственной регистрацией, беспрецедентного третейского судопроизводства в России, практически создав стройную систему третейского суда по всей республике, что не было принято иным государственным судебным сообществом Чеченской Республики из-за конкурентоспособности данного судопроизводства. Суд завершил свою работу в 2011 г. путем его официальной ликвидации.
Выполнял обязанности вице-президента индустриально-финансового союза по реализации президентских программ России с 2002 −2009 г.г..
С 2012 г. Постоянный представитель от Международной организации экономического развития в Европе (Межправительственная организация при ООН).
Ихван Гериханов является членом Торгово-Промышленной Палаты Королевской Академии при ООН с 2014 года.
В настоящее время совмещает общественную работу с обязанностями Первого заместителя Председателя Международного арбитражного суда г. Москва.

## Звания и награды
Государственный советник юстиции первого класса.
Академик Международной академии проблем сохранение жизни и Народной Академии Чеченской Республики.
В 2010 году вошел в список 1000 лучших специалистов — юристов Российской Федерации. «Федеральный третейский суд. Ученые записки». Информационно-аналитический бюллетень, ДАЙДЖЕСТ. 2010 г.

## Личная жизнь
Женат. Есть дети и внуки.